# Sibilla Aleramo
Sibilla Aleramo, pseudônimo de Marta Felicina Faccio, também conhecida como Rina (Alexandria, 14 de agosto de 1876 – 13 de janeiro de 1960), foi uma escritora feminista italiana, conhecida por suas obras biográficas sobre a vida das mulheres no final do século XIX, na Itália.

## Vida pessoal
Nascida sob o nome de Rina Faccio, em Alexandria, na região de Piemonte, em 1876, era filha de Ambrose Faccio, professor de ciências, e Ernesta Cottino, dona de casa, a mais velha entre quatro irmãos. Passou a infância, até os 12 anos, em Milão, mas precisou interromper os estudos com uma nova mudança de residência da família, para Civitanova Marche, quando o 6º Marquês de Ciccolini ofereceu a seu pai a direção de uma indústria. Foi graças a ele, que Rina conseguiu um emprego como contadora na mesma empresa.
Sua adolescência foi bastante infeliz. Sua mãe sofria de depressão profunda, levando a inevitáveis tensões nas relações familiares, até que ela tentou o suicídio ao pular da varanda da casa da família. Após alguns anos, ela foi internada em um hospital psiquiátrico em Macerata, onde morreu em 1917. Em 1891, aos 15 anos, Rina foi estuprada por um empregado da fábrica onde trabalhava e ficou grávida do estuprador, Ulderico Pierangeli, mas perdeu o feto e ainda foi forçada a um casamento com ele, em 1893, como "reparação" pela desonra. Um ano e meio depois, ela teve seu primeiro e único filho, Walter.

## Carreira
Presa em uma convivência nada harmoniosa, com um marido que não amava e em uma vida provinciana, Rina acreditava que os cuidados com o filho Walter superariam a opressão e a vida que levava. Ainda presa nas circunstâncias infelizes de seu casamento, ela tentou o suicídio, que posteriormente se tornaria um compromisso pessoal para ações humanitárias através de leituras e artigos em jornais literários e jornais independentes, publicados a partir de 1897. Ela também publicou em revistas feministas, como a Vita moderna e Vita internazionale, de aspiração socialista. Foi assim que ela começou a trocar correspondências com Giorgina Saffi, e com seu marido, Aurelio Saffi, onde teve contato com o movimento pela emancipação das mulheres. A militância feminista tornaria-se parte de sua vida. Ela não se limitava apenas à escrita, mas também na tentativa de estabelecer o movimento de mulheres pelo direito ao voto e no combate à prostituição. 
Em 1899, mudou-se para Milão, onde seu marido, desempregado, tentou começar um negócio próprio. Enquanto isso, Rina era nomeada diretora do semanário socialista L'Italia femminile, fundada por Emilia Mariani, onde organizou encontros e discussões com leitores e procurou intelectuais influentes para uma colaboração progressiva, como Giovanni Cena, Paolo Mantegazza, Maria Montessori, Ada Negri, Matilde Serao, tornando-se grande amiga de Alexandrina Ravizza. Mais ou menos na mesma época começou um relacionamento com o poeta Guglielmo Felice Damiani.

## Morte
Sibilla Aleramo faleceu em Roma, aos 83 anos, em 1960, após uma longa doença. Está enterrada no Cemitério Verano, em Roma.